# Pineas Jacob
Pineas Jacob (29 ottobre 1985) è un calciatore namibiano, attaccante dei Mighty Gunners.

## Carriera

### Nazionale
Ha esordito in Nazionale nel 2007.